# Tanner Pearson
Tanner Pearson, född 10 augusti 1992, är en kanadensisk professionell ishockeyspelare som spelar för Vancouver Canucks i NHL.
Han har tidigare spelat på NHL-nivå för Pittsburgh Penguins och Los Angeles Kings och på lägre nivåer för Manchester Monarchs i AHL, Barrie Colts i OHL, Waterloo Siskins i GOJHL och Kitchener Dutchmen i MWJHL.

## Spelarkarriär

### NHL

#### Los Angeles Kings
Han draftades i första rundan i 2012 års draft av Los Angeles Kings som 30:e spelare totalt.
Pearson skrev på ett treårigt entry level-kontrakt värt 2,775 miljoner dollar med Kings den 3 augusti 2012 och skrev på en tvåårig kontraktsförlängning värd 2,8 miljoner dollar den 2 april 2015.
Den 9 maj 2017 skrev han på ett nytt kontrakt på fyra år värt 15 miljoner dollar.

#### Pittsburgh Penguins
Pearson tradades den 14 november 2018 till Pittsburgh Penguins i utbyte mot Carl Hagelin.

#### Vancouver Canucks
Den 25 februari 2019 tradades han till Vancouver Canucks i utbyte mot Erik Gudbranson.